# Johannes Klumpp (Fußballspieler)
Johannes Klumpp (Lebensdaten unbekannt) war ein deutscher Fußballspieler.

## Karriere
Klumpp gehörte dem FSV Frankfurt als Stürmer an, für den er in den vom Süddeutschen Fußball-Verband durchgeführten Meisterschaften Punktspiele bestritt. Zunächst spielte er von 1918 bis 1923 in der Kreisliga Nordmain, aus der er mit seiner Mannschaft 1923 als Meister hervorging und im Bezirksfinale Main Kickers Offenbach, dem Kreismeister Südmain, im Hinspiel zunächst mit 0:1 unterlag, das Rückspiel jedoch mit 7:2 für sich entschied wie auch das notwendig gewordene dritte Spiel mit 2:1. In der sich anschließenden Endrunde um die Süddeutsche Meisterschaft belegte sein Verein den fünften und letzten Platz.
Von 1923 bis 1927 kam er dann in der leistungsdichteren und nicht in Kreisen unterteilten Bezirksliga Main zum Einsatz, deren Meisterschaft er mit seiner Mannschaft viermal in Folge gewann. In den jeweiligen Endrunden um die Süddeutsche Meisterschaft belegte der FSV Frankfurt den fünften und dreimal den dritten Platz. Mit der letzten dritten Platzierung bestritt seine Mannschaft das Entscheidungsspiel um den dritten Teilnehmer an der deutschen Meisterschaft. Die am 24. April 1927 mit dem SV 1860 München, dem Sieger der Runde der Zweiten, ausgetragene Begegnung wurde jedoch mit 0:2 verloren. Aufgrund der zuvor erreichten dritten Plätze war seine Mannschaft jeweils für die Endrunden um die Deutsche Meisterschaft qualifiziert. 1924/25 kam er in allen vier Endrundenspielen zum Einsatz und erzielte zwei Tore, die ihm am 17. Mai 1925 beim 3:1-Sieg über Schwarz-Weiß Essen im Viertelfinale gelangen. Das am 7. Juni 1925 erreichte Finale im Frankfurter Waldstadion wurde vor 40.000 Zuschauern mit 0:1 n. V. gegen den 1. FC Nürnberg verloren. 1925/26 bestritt er mit dem Achtel- und Viertelfinale am 16. und 30. Mai 1926 seine letzten beiden Endrundenspiele, wobei das Aus im Viertelfinale in Nürnberg gegen Hertha BSC mit 2:8 recht deutlich ausfiel; immerhin erzielte er mit dem Treffer zum Endstand in der 90. Minute sein insgesamt drittes Endrundentor.
Seine aktive Fußballerkarriere ließ er mit der Saison 1927/28 in der erneut in zwei Gruppen unterteilten Bezirksliga Main/Hessen ausklingen; seine Mannschaft belegte in der Gruppe Main mit fünf Punkten Abstand zu Eintracht Frankfurt den zweiten Platz.

## Erfolge
- Zweiter der Deutschen Meisterschaft 1925
- Bezirksmeister Main 1923, 1924, 1925, 1926, 1927
- Kreismeister Nordmain 1923